# Великий Провал

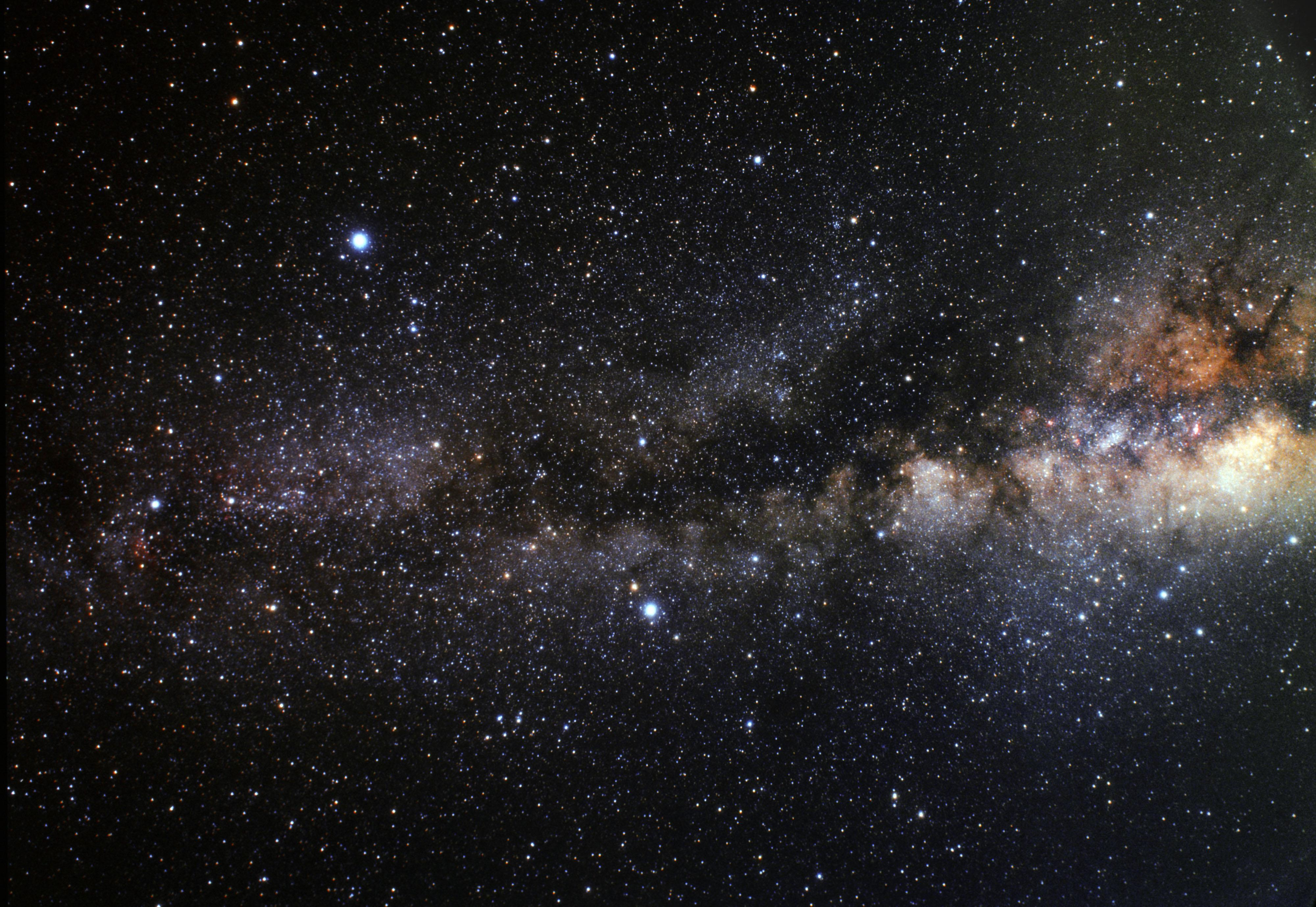
Великий Провал на Чумацькому Шляху

Великий Провал (англ. Great Rift, Dark Side, Dark Rift, Dark River) — туманність, темна смуга в Чумацькому Шляху від сузір'я Лебедя до сузір'я Скорпіона, що збігається з середньою площиною Галактики. Газопилові хмари, які концентруються до площини Галактики, екранують світло розміщених за ними зір і туманностей, що й проявляється як Великий Провал. Просторово комплекс лежить між Сонячною системою та рукавом Стрільця. Відстань до цього комплексу газопилових хмар приблизно 100 парсеків. Маса хмар із плазми і пилу оцінюються приблизно в 1 млн сонячних мас. Неозброєним оком Великий Провал можна спостерігати на зоряному небі як довгу темну смугу через молочне сяйво нашої Галактики, що ділить його на два рукави (завширшки приблизно у третину, із численними відгалуженнями й перемичками).
В інфрачервоному і радіодіапазоні ця туманність випромінює досить активно. Щільність газу в хмарах значно вища, ніж в галактичному просторі, а температура нижча −260…-220 °С. У деяких з них зараз формуються зірки. Загалом хмари складаються з молекулярного водню, але виявлені й інші молекули, включно з молекулами амінокислот.